# Bertille Ali
Bertille Ali (* 22. April 1982 in Bangui) ist eine zentralafrikanische Judoka.
Sie trat bei den Olympischen Sommerspielen 2004 in Athen in der Klasse bis 48 kg an und schied in der ersten Runde gegen Soraya Haddad aus Algerien aus. Ali diente auch als Fahnenträgerin der zentralafrikanischen Mannschaft bei der Schlussfeier der Spiele.